# Luisa García-Muro Clivillés

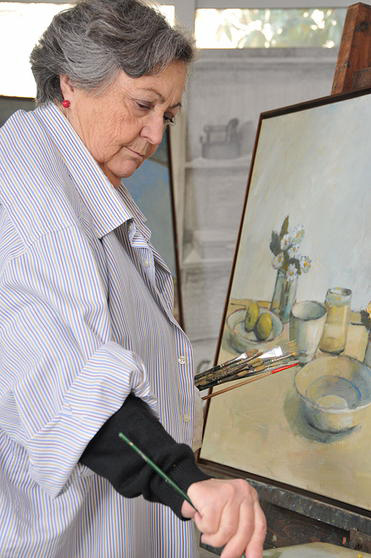
Luisa García-Muro

Luisa García-Muro Clivillés (Madrid, 1943) es pintora y grabadora.
- En 1983 Obtiene la licenciatura en la especialidad de pintura en la escuela de Bellas Artes de Barcelona.
- En 1984 aprueba oposiciones al cuerpo de profesores de Dibujo de Enseñanza Media.
- En el año 1985 toma posesión de la plaza de Profesora del Área de Visual y Plástica del Instituto Pompeu Fabra de Martorell donde permanece hasta el año 2011 que se jubila. Entre sus alumnos está el pintor y bailarín Juan Bocanegra.
- En 1988 Obtiene la licenciatura en especialidad de grabado en la escuela de Bellas Artes de Barcelona.
- 1988  celebra su primera exposición individual en Barcelona (Galería el Taller de Picasso)
- PINTURA. Más de 40 exposiciones individuales y numerosas colectivas
- GRABADO Ha editado más de 20 carpetas de grabado individuales y ha participado en 10 carpetas colectivas; así como ediciones de grabados sueltos.
- EX - LIBRIS Desde el congreso de Milán en el año 1994  ha participado en casi todos los congresos internacionales  organizados por la FISAE siendo autora de más de 200 ex – libris.[1]
- En la actualidad vive en El Papiol[2] - Bajo Llobregat – donde tiene el estudio de pintura y grabado “El Galliner”